# Johanna Courtmans-Berchmans
Pour les articles homonymes, voir Courtmans.
Johanna-Desideria Berchmans (née le 6 septembre 1811 à Audeghem ; morte le 22 septembre 1890  à Maldeghem), connue aussi sous les noms de Johanna Courtmans-Berchmans et Vrouwe Courtmans née Berchmans est une poétesse, dramaturge, nouvelliste et romancière flamande. Connue pour ses textes sociaux, elle fut aussi enseignante et directrice d'école et est considérée comme étant l'une des auteures flamandes les plus importantes du XIXe siècle.

## Biographie
Johanna Berchmans, de par son mariage avec l’instituteur Jean-Baptiste Courtmans, secrétaire de la Maetchappij van Vlaemsche Letteroefening (institution regroupant de nombreux écrivains flamands de l’époque) rencontre certains d’entre eux, ce qui va l’inciter à se mettre à l’écriture. Dès lors, Johanna, ayant une belle plume, remportera divers concours de poésie. Son premier recueil, Vlaemsche Poezy, paraît en 1856.

Malheureusement, la même année, Johanna devient veuve et part s’installer avec ses huit enfants à Maldeghem, où elle ouvre un pensionnat. Les élèves s’y font rare car beaucoup rejettent ses opinions jugées trop libérales. Dès 1861, à la suite du succès de son deuxième livre, elle publiera un roman par an. Elle est la première auteure flamande à vivre de sa plume.

## Galerie

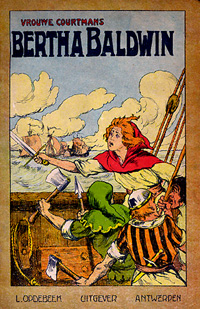
Bertha Baldwin (1871)
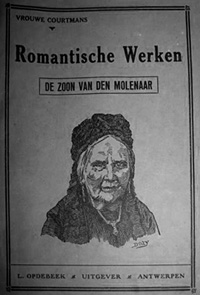
Œuvres romantiques : Le Fils du meunier (1864)

## Œuvres
- Marie-Theresia (1841)
- België's eerste koningin (1842)
- Philippinne van Vlaanderen (1842)
- Pieter de Coninck (1842)
- Lof van het pausdom (1843)
- Margaretha van Brabant (1845)
- Helena van Leliëndal (1855)
- Marnix van Ste-Aldegonde (1855)
- Vlaamse poëzij (1856)
- Jacob van Artevelde (?)
- Karel de Stoute (?)
- Kindergedichten (?)
- De burgemeester van 1819 (1861)
- Anna de bloemenmaagd (1862)
- De gemeenteonderwijzer (1862)
- Edeldom (1862)
- Het geschenk van de jager (1862)
- De zwarte hoeve (1863)
- Livina (1863)
- Drie novellen (De bloem van Cleyt - De zoon van de molenaar - De bondgenoot) (1864)
- Griselda (1864)
- De hut van tante Klara (1865)
- Drie testamenten (1865)
- De schuldbrief (1866)
- Genoveva van Brabant (1866)
- Het plan van Heintje Barbier (1866)
- De zaakwaarnemer (1867)
- Moeder Dancel (1868)
- Nicolette (1868)
- Tijdingen uit Amerika (1868)
- Eens is genoeg (1869)
- De zoon van de mosselman (1870)
- Bertha Baldwin (1871)
- Christina van Oosterwei (1871)
- Moeders spaarpot (1871)
- De wees van het Rozenhof (1872)
- Tegen wil en dank (1872)
- De koewachter (1873)
- Het rad der fortuin (1873)
- Verscheurde bladen (1874)
- De gezegende moeder (1876)
- Karel Klepperman (1878)
- Rozeken Pot (1879)
- De hoogmoedige (1882)
- De gezegende akker (?)
- Uit liefde getrouwd (?)
- 'k Zou hem niet begeeren (?)
- Jan de Voerman en zijn paard (?)
- Roza van den Boschkant (?)
- Mietje Haneman (?)
- Ses romans et nouvelles furent publiés deux fois en œuvres complètes : 
  - Verhalen en novellen, 23 delen, 1883-1890
  - Volledige prozawerken, 33 delen, 1923-

## Source de la traduction
- (nl) Cet article est partiellement ou en totalité issu de l’article de Wikipédia en néerlandais intitulé « Johanna Courtmans-Berchmans » (voir la liste des auteurs).